# Luis Rogelio Nogueras
Luis Rogelio Rodríguez Nogueras, también conocido como Whichy, el Rojo a causa de su pelo (La Habana, 17 de noviembre de 1944 - La Habana, 6 de julio de 1985) fue un escritor, poeta, guionista y periodista cubano.

## Biografía
Nacido en El Vedado y de familia de escritores. Su tío materno, el español Alfonso Hernández Catá, era un escritor reconocido; otro editaba una revista; su padre era periodista y su madre escribía por afición y obtuvo premios de cuento. Recibió lecciones particulares de letras desde niño, pagadas por su abuela.
Estudió Comercio en la Academia Militar del Caribe hasta 1960, cuando marchó a Venezuela para reunirse con su madre, que vivía allí desde 1956. Con el triunfo de la Revolución cubana, regresó a Cuba y editó la revista Libertad en la Academia Militar del Caribe: tenía catorce años. 
En mayo de 1961 comienza a trabajar en el Instituto Cubano del Arte y la Industria Cinematográficos y realiza documentales para la Campaña Nacional de Alfabetización en Cuba. Más tarde pasó al Departamento de Dibujos Animados, donde trabajó como dibujante, auxiliar de cámara y posteriormente, director de cortometrajes en el grupo dirigido por Enrique Nicanor González. En 1963 ya escribe guiones y ejecuta diseños para dibujos animados, y para 1964 comienza a estudiar en la Universidad de La Habana y se licencia en Lengua y Literaturas Española e Hispanoamericana. 
Fue redactor de Cuba Internacional y jefe de redacción de El Caimán Barbudo (1966-1967). Tras una purga por razones políticas en El Caimán Barbudo, pasó a trabajar en diferentes editoriales hasta 1979. Trabajó en el Instituto Cubano del Libro, donde realizó diferentes tareas como investigador literario, editor y redactor. También ejerció la crítica literaria y cinematográfica, en publicaciones como Cine Cubano. Colaboró en La Gaceta Cubana y otras revistas españolas e hispanoamericanas, casi siempre con poemas o con artículos sobre cine o novela policiaca. 
Como narrador cultivó la novela negra y de espionaje. Visitó países como Estados Unidos, Venezuela, España, Letonia, la Unión Soviética, Suecia, Finlandia, Polonia, Dinamarca, Checoslovaquia, Vietnam, Canadá. Falleció prematuramente en 1985. Dejó bastante poesía inédita, y también la novela Las manos vacías. Pável López lo define como: 
Un escritor incansable, capaz de unir con premeditada imprudencia rigor artístico y humor, exigencia y espontaneidad, a la hora de transitar por la difícil senda de la creación, defensor a ultranza del conversacionalismo, corriente empeñada en la búsqueda de la sencillez y la comunicación directa con el público, a través de una significativa economía de recursos, Nogueras despojó a sus textos de la ampulosidad y la retórica precedentes, sin renunciar por ello a la excelencia. No en balde una de sus huellas más notables constituye la del también cubano José Zacarías Tallet (1893-1989), de quien escribirá en algún poema: "Desnudó a "la ninfa de rosada ala" / y la obligó a bailar borracha / en una fiesta de negros. / Desplumó a los cisnes y los / asó en púas. / No suspiró por princesas sino las poseyó."
No obstante, según palabras de Guillermo Rodríguez Rivera, uno de sus compañeros de generación, la lírica del Wichy superó con creces esta vertiente e incorporó algunos signos del posmodernismo literario, además de experimentar con imaginación crítica en el lenguaje, la metaliteratura, los géneros y la ironía.

## Obras

### Lírica
- Cabeza de zanahoria, La Habana: Ediciones Unión, 1967. Premio David de Poesía.
- Las quince mil vidas del caminante, La Habana: Ediciones Unión, 1977.
- Imitación de la vida. La Habana: Casa de las Américas, 1981. Premio Casa de las Américas, 1981.
- El último caso del inspector. La Habana: Editorial Letras Cubanas, 1983.
- Nada del otro mundo. La Habana: Editorial Letras Cubanas, 1987.
- Con el pseudónimo de Guillaume de la Rivière, La forma de las cosas que vendrán. Al lector. La Habana, Editorial Letras Cubanas, 1989.

### Ediciones
- Juan Óscar Alvarado. Texto y recopilación de Luis Rogelio Nogueras. La Habana: Instituto del Libro, 1971.
- Bertolt Brecht, Poesías. Versiones de Luis Rogelio Nogueras. La Habana: Ediciones Unión, 1975.
- Georg Weerth, La alondra de hierro, 1975.
- Poesía cubana de amor, siglo XX. Selección y nota introductoria de Luis Rogelio Nogueras. La Habana: Editorial Letras Cubanas, 1983.
- Silvio: que levante la mano la guitarra. Selección, compilación y prólogo de Víctor Casaus y Luis Rogelio Nogueras. La Habana: Editorial Letras Cubanas, 1984.

### Antologías y obras póstumas
- Hay muchos modos de jugar. Selección de Neyda Izquierdo. Introducción de Nelson Herrera Ysla. La Habana, Centro Provincial del Libro y la Literatura, 1990.
- Y otros poemas personales. La Habana, ICAIC, 1990.
- Las palabras vuelven. La Habana: Ediciones Unión, 1994.
- Encicloferia. Antología poética de Luis Rogelio Nogueras. Selección y prólogo de Guillermo Rodríguez Rivera. México, D. F.: Ediciones Mucuglifo/Ediciones Fin de Siglo, 1999.
- Hay muchos modos de jugar. Antología poética. Prólogo de Guillermo Rodríguez Rivera, selección de Neyda Izquierdo. La Habana: Editorial de Letras Cubanas, 2006.
- Teoremas de amor. Antología poética. #23 Revista de poesía Exilio, selección de Hernán Vargascarreño. Bogotá D.C.: Editorial Exilio, 2015.

### Narrativa
- Con Guillermo Rodríguez Rivera, El cuarto círculo, La Habana, Editorial Arte y Literatura, 1976. Traducida al portugués.
- Y si muero mañana, La Habana: Ediciones Unión, 1977; traducida al búlgaro, checo, noruego y finés.
- Nosotros los sobrevivientes. La Habana: Editorial Letras Cubanas, 1982. (Radar, 36).

## Premios
- 1967, premio David, de la Unión de Escritores y Artistas de Cuba con el poemario Cabeza de zanahoria, junto con Lina de Feria con Casa que nunca existió.
- El filme El brigadista obtiene numerosos premios: el Oso de Plata en el Festival de Berlín Occidental, primero que obtiene el cine cubano; en el Festival de San Sebastián y el Premio Pelayo, en Gijón, España; el Premio Especial de la revista Celuloide en el 8.º Festival de Cine de Santarem, Portugal, y la Distinción del Konsomol de Uzbekistán en el Festival de Tashkent.
- En 1976 gana el concurso Aniversario del MININT junto con Guillermo Rodríguez Rivera con el libro El cuarto círculo.
- Y si muero mañana obtuvo el premio Cirilo Villaverde que otorga la Unión de Escritores y Artistas de Cuba.
- En 1981 Obtiene el premio Casa de las Américas con el poemario Imitación de la vida.